# Dahegām
Dahegām är en ort i Indien.   Den ligger i distriktet Gāndhīnagar och delstaten Gujarat, i den västra delen av landet, 800 km sydväst om huvudstaden New Delhi. Dahegām ligger 79 meter över havet och antalet invånare är 40 671.
Terrängen runt Dahegām är mycket platt. Runt Dahegām är det tätbefolkat, med 343 invånare per kvadratkilometer. Närmaste större samhälle är Gandhinagar, 15,1 km väster om Dahegām. Trakten runt Dahegām består till största delen av jordbruksmark.